# 松川事件
松川事件（まつかわじけん）は、1949年（昭和24年）8月17日に福島県の日本国有鉄道（国鉄）東北本線で起きた列車往来妨害事件。日本の戦後最大の冤罪事件に挙げられる。 
下山事件、三鷹事件と並んで第二次世界大戦後の「国鉄三大ミステリー事件」のひとつといわれており、容疑者が逮捕されたものの、その後の裁判で全員が無罪となり、真犯人の特定・逮捕には至らず、未解決事件となった。

## 概要

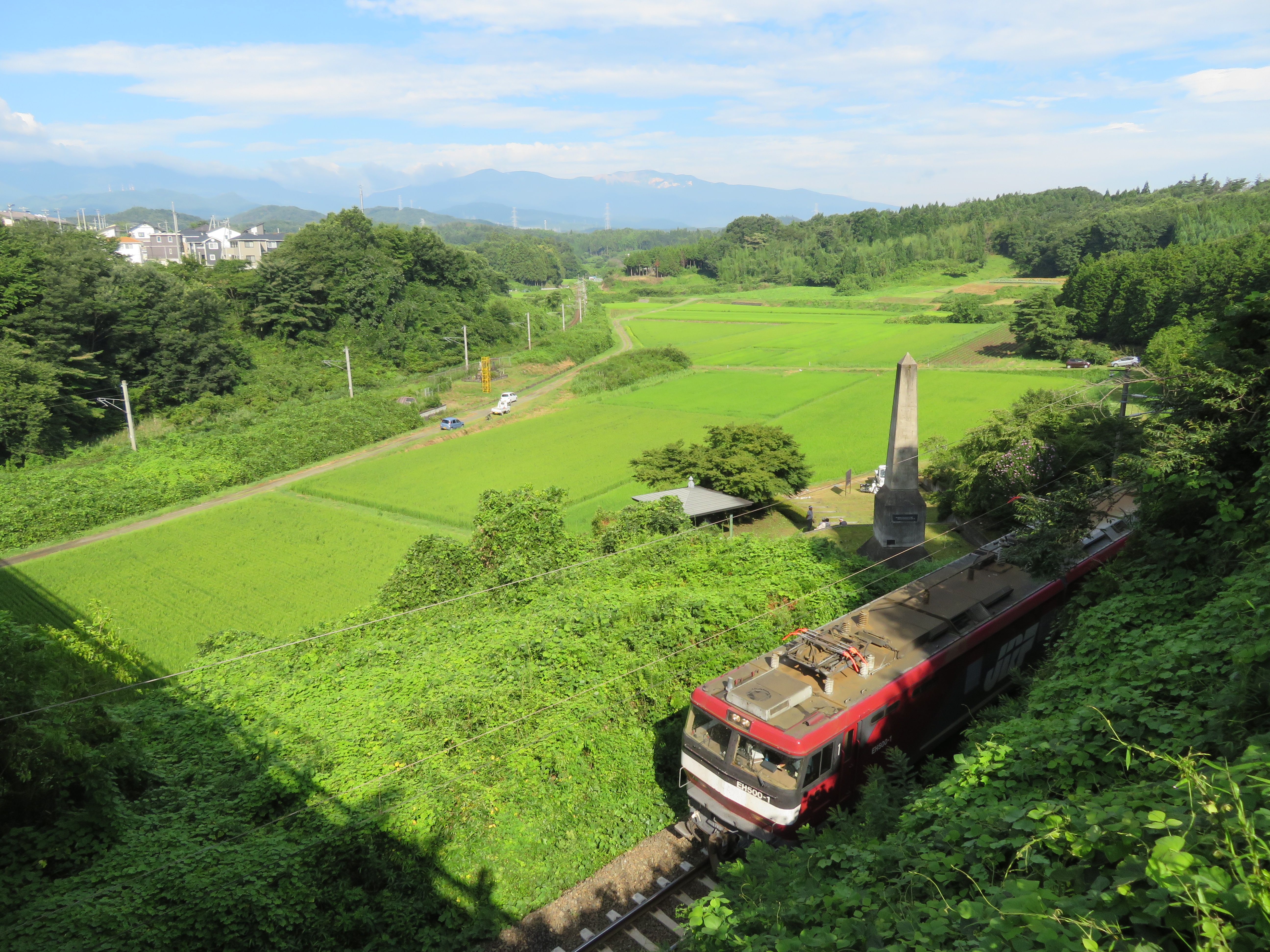
現場付近の様子（2019年8月）

三鷹事件から約1か月後の1949年（昭和24年）8月17日3時9分（当時、日本においては夏時間が導入されており、現在の2時9分に相当する）頃、福島県信夫郡金谷川村（現・福島市松川町金沢）の東北本線松川駅 - 金谷川駅間を走行していた青森発上野行き上り412旅客列車（C51形蒸気機関車133号機牽引）が突如として脱線した。現場はカーブの入口（当時は単線、複線化後の現在では下り線）であり、先頭の蒸気機関車が脱線転覆、後続の荷物車2両、郵便車1両、客車2両も脱線した。この事故により、機関車の乗務員3人（49歳の機関士、27歳の機関助士、23歳の機関助士）が死亡した。
現場検証の結果、転覆地点付近の線路継ぎ目部のボルトおよびナットが緩められ、継ぎ目板が外されていることが確認された。さらにレールを枕木上に固定する犬釘も多数抜かれており、長さ25メートル、重さ925キロのレール1本が外され、ほとんどまっすぐなまま13mも移動されていた。周辺を捜索した結果、近くの水田の中からバールとスパナがそれぞれ1本ずつ発見された。

## 捜査の経過
下山事件および三鷹事件に続く鉄道事件として世間の注目を集め、事件翌日には当時の増田甲子七内閣官房長官が「（三鷹事件などと）思想底流において同じものである」との談話を発表した。
捜査当局は、当時の大量人員整理に反対した東芝松川工場（現・北芝電機）労働組合と国鉄労働組合（国労）構成員の共同謀議による犯行とみて捜査を行った。
事件発生から24日後の9月10日、元国鉄線路工の少年が傷害罪で別件逮捕され、松川事件についての取り調べを受けた。少年は逮捕後9日目に松川事件の犯行を自供し、その自供に基づいて共犯者が検挙された。9月22日、国労員5名および東芝労組員2名が逮捕され、10月4日には東芝労組員5名、8日に東芝労組員1名、17日に東芝労組員2名、21日に国労員4名と、合計20名が逮捕者の自白に基づいて芋づる式に逮捕・起訴されたが、無実を示すアリバイなど重要な証拠が捜査機関により隠されていたことで、死刑判決から5回の裁判を経て逆転無罪で確定した。

## 裁判の経過

### 一審、二審の有罪判決
1950年（昭和25年）12月6日の福島地方裁判所による一審判決では、被告人20人全員が有罪（うち死刑5人）となった。
1953年（昭和28年）12月22日の仙台高等裁判所による二審判決では、17人が有罪（うち死刑4人）、3人が無罪となった。しかし裁判が進むにつれ被告人らの無実が明らかになった。
被告人の1人でもある佐藤一は死者が3名のみの松川事件で一審で検察が10人に死刑を求刑したことに対して死者6名、重軽傷者20名以上を出した三鷹事件では死刑の求刑が3名だったことを比較すると著しく均衡を欠くと評している。こうした求刑に加えて、無実を証明するアリバイ証拠を捜査機関が隠していたことは、佐藤を取り調べた刑事が「平事件の仇討ちだ！」と怒鳴ったように警察署を占拠した平事件への捜査機関の報復心に起因していると佐藤は推定している。
第一審・控訴審判決に対し、思想信条・階層を超えて多くの支援者が集結し、1,300名を超える「守る会」や大弁護団が結成された。
主任弁護人であった弁護士の岡林辰雄(1904年－1990年。日本共産党員)は『赤旗』1950年(昭和25年)3月15日号に「主戦場は法廷の外」という論文を発表し、法廷ではデッチあげであることが毎日立証されているのに、新聞やラジオではまるで有罪が立証されたかのような報道がなされている、ならばこちらも大衆の中へ入ることが大切だ、という趣旨の主張を展開した。この「主戦場は法廷の外」は松川裁判闘争のスローガンとなった。

### 広津和郎の裁判批判
1891年生まれで、松川事件の発生時には58歳だった広津和郎は、小説家、文芸評論家として活動していたが、マスコミや政府の宣伝のために、多くの国民と同じように、思想犯罪であると思い込んでいたので、一審判決まではこの裁判に関心をもっていなかった 。1951年12月に、一審で有罪判決を受けた被告が、『真実は壁を透かして』という文集を出版した。この小冊子を読んで、彼は1952年春ごろに、この事件に興味を持つようになり、1952年4月6日の『朝日新聞』に発表した「回れ右―政治への不信ということ―」で、

どんなイデオロギーの政治であっても、裁判だけは公正にやってくれるものということが信じられなければ、生きているのが不安でやりきれないと思う。無実の罪が警官や検事によってネツ造されるなどということがほんとうにあるのかどうか、そんなことは信じたくないために、第二審はあくまで厳正であって欲しいと思う。

と書いた。
広津は、事件についての手記を『中央公論』などに発表するとともに、1953年には、仙台に行って公判を傍聴し、現場を視察した。彼は、｢裁判長よ勇気を｣（『改造』、1953年5月）、｢真実は訴える｣（『中央公論』、1953年10月）などを発表し、裁判が真実に基づいて公正に行われるよう、裁判所と世論に訴えた。また、文士仲間で、この事件を問題視していた宇野浩二も、呼応して、1953年10月の『文藝春秋』に、「世にも不思議な物語」を発表した。
彼は、第二審で第一審の判決が訂正されると期待したが、1953年12月22日の二審判決は、一審判決を微調整したとはいえ、本質においてそれを後付するものだった。彼は、判決当日に、駆け付けた中央公論編集部の笹原金次郎に「甘かったねえ」と言って、慟哭した。広津は、この後、4年半にわたり、松川裁判批判を発表し続ける
広津や宇野のほかに、吉川英治、川端康成、志賀直哉、武者小路実篤、松本清張、佐多稲子、壺井栄ら作家・知識人の支援運動が起こり、世論の関心も高まった。

### 裁判批判に対するマスコミの揶揄嘲笑、裁判官からの攻撃
一審の有罪判決後、新聞報道は諸手を挙げて判決を支持した。たとえば、地元紙の『福島民友新聞』の判決翌日の社説は、「この事件にたいする裁判官の態度は終始正しかった。われわれはそれを認めたい」と結ばれていた。
二審判決後、広津や宇野は判決批判の文章を発表し続けていた。ところが、宇野が書いた文章に、仙台の法廷で見た被告諸君の眼が澄んでいたと、広津のそれには、『真実は壁を透かして』の被告の文章に嘘は感じられないなどという表現があったことなどがマスコミに取り上げられ、　

眼が澄んでいるから無実だとか、文章に嘘がないから無実だとか、文士の頭はなんと単純で甘いのであろう。裁判のことは裁判官にまかせて置くがよい。解りもしない柄にない口出しなどするから、とんだ物笑いになるのだ。

というような揶揄中傷がいろいろな新聞で毎日のように浴びせられ、広津らは、一時、四面楚歌のような格好になった。広津はこのような揶揄中傷を浴びせかける人達が法廷記録を一行も調べていないことが明らかなので、答える必要がないと考え、無視した。
広津らの裁判批判を攻撃したのは、マスコミだけではなかった。裁判所側からの攻撃も激しく、田中耕太郎最高裁判所長官をはじめ幾人かの裁判官から、「文士裁判」、「ペーパー・トライアル」、「人民裁判」などという言葉で、裁判批判を否定する議論が公表された。このような攻撃は、広津が1954年4月号の『中央公論』から、第二審判決を批判する連載を始めた後にさらに激しくなり、「法廷侮辱」だなどとも言われた。田中耕太郎が裁判所の長の会同で訴訟外裁判批判は「雑音」であるとの訓示を行ったのは1955年5月のことであり、広津は

私の書くものを「雑音」にしてしまったわけである。

と、この現象を述懐している 。広津は、これら裁判官の非難が、彼の裁判批判の文章を第二審判決や法廷記録と対照して、客観的に観察した上での反批判ではなく、外部の者に裁判官の下した判決を批判されたことが、裁判官の面目にかかわる、怪しからん事態だと言わんばかりの、浅薄な非難であると分析した。家永三郎は、田中耕太郎のこのような姿勢に反論し、裁判批判の合法性、正当性、必要性を論じた。

### 無罪判決へ
1959年（昭和34年）8月10日、最高裁判所は二審判決を破棄し、仙台高裁に差し戻した。検察側の隠していた「諏訪メモ」（労使交渉の出席者の発言に関するメモ。被告人達のアリバイを証明していた。使用者側の記録者の名から）の存在と、検察が犯行に使われたと主張した「自在スパナ」（松川駅の線路班倉庫に1丁あった）ではボルトを緩められないことが判明した。
1961年（昭和36年）8月8日、仙台高裁（門田実裁判長）での差し戻し審で被告人全員に無罪判決が下された。
1963年（昭和38年）9月12日、最高裁は検察側による再上告を棄却、被告人全員の無罪が確定した。判決当日、NHKは最高裁前からテレビ中継を行い、報道特別番組『松川事件最高裁判決』として全国に放送した。無罪判決確定後に真犯人追及の捜査が継続された形跡はなく、1964年8月17日午前0時、汽車転覆等および同致死罪の公訴時効を迎えた。
被告人たちは一連の刑事裁判について国家賠償請求を行い、1970年8月に裁判所は判決で国に賠償責任を認める判断を下した。

## ギャラリー

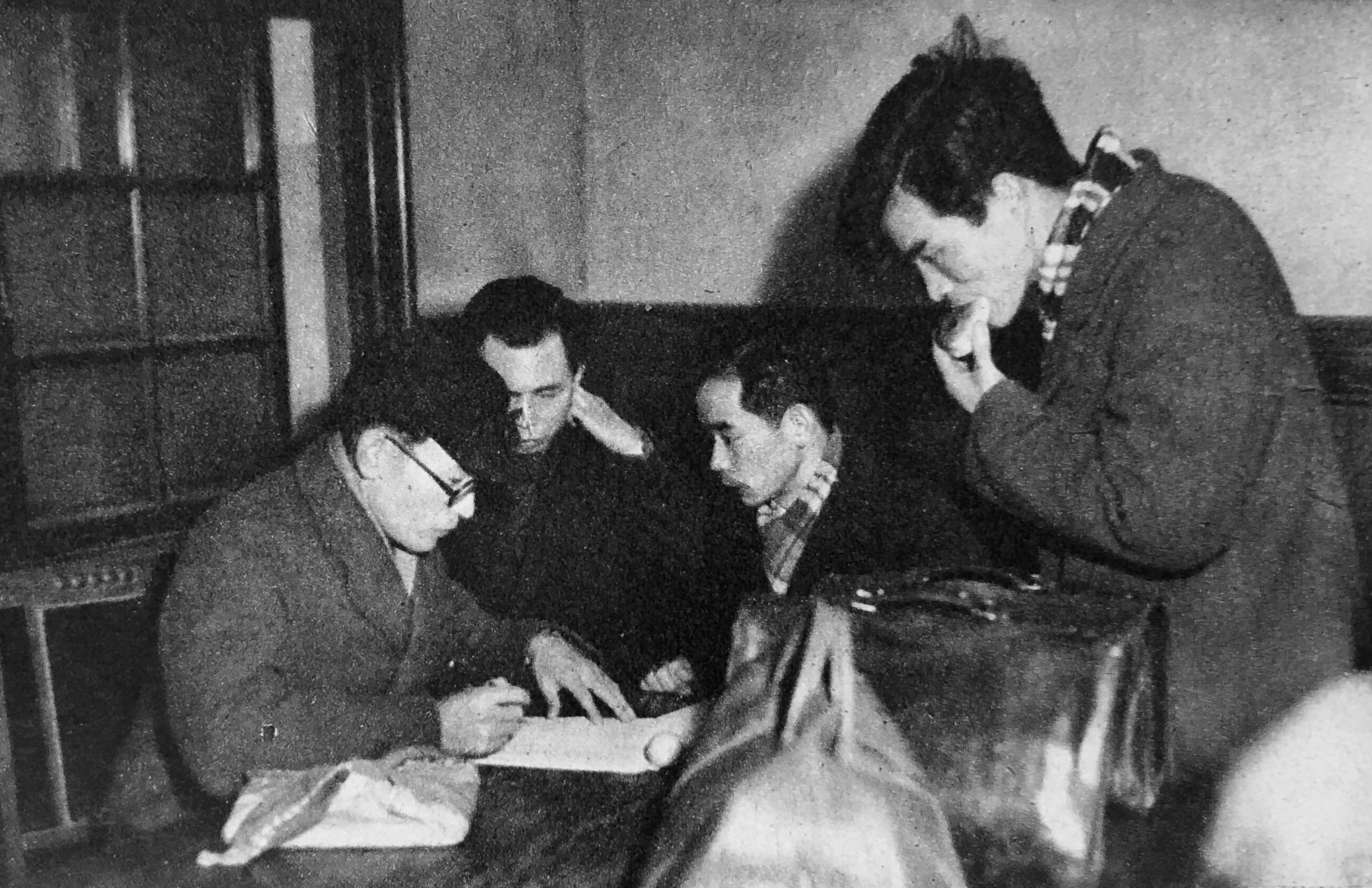
1953年12月22日の仙台高裁による二審判決を受け、佐藤一ら被告は弁護人控室で抗議声明を書いた[12]。
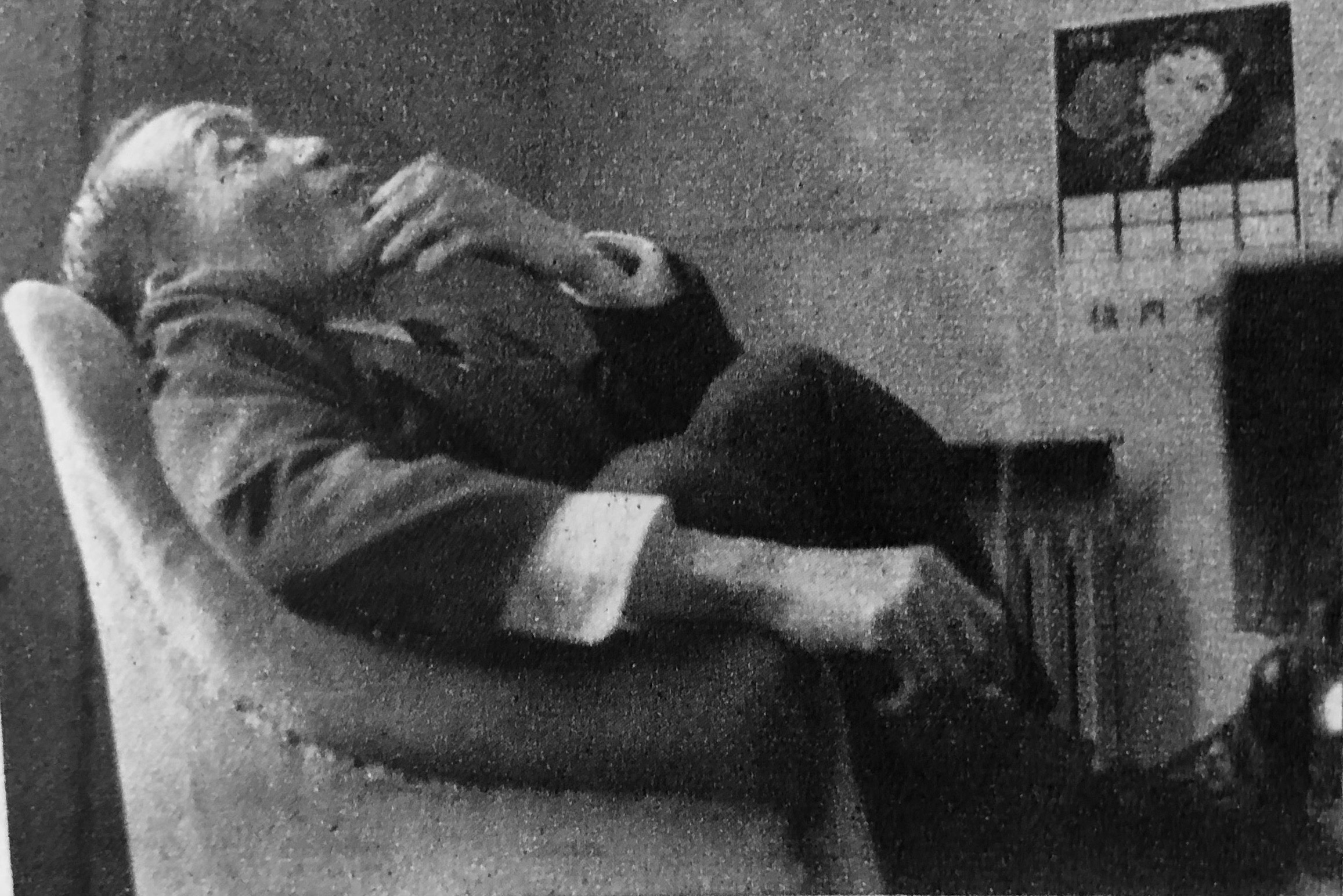
判決を終えて自室に戻った仙台高裁の鈴木禎次郎裁判長（1953年12月22日）[13]。
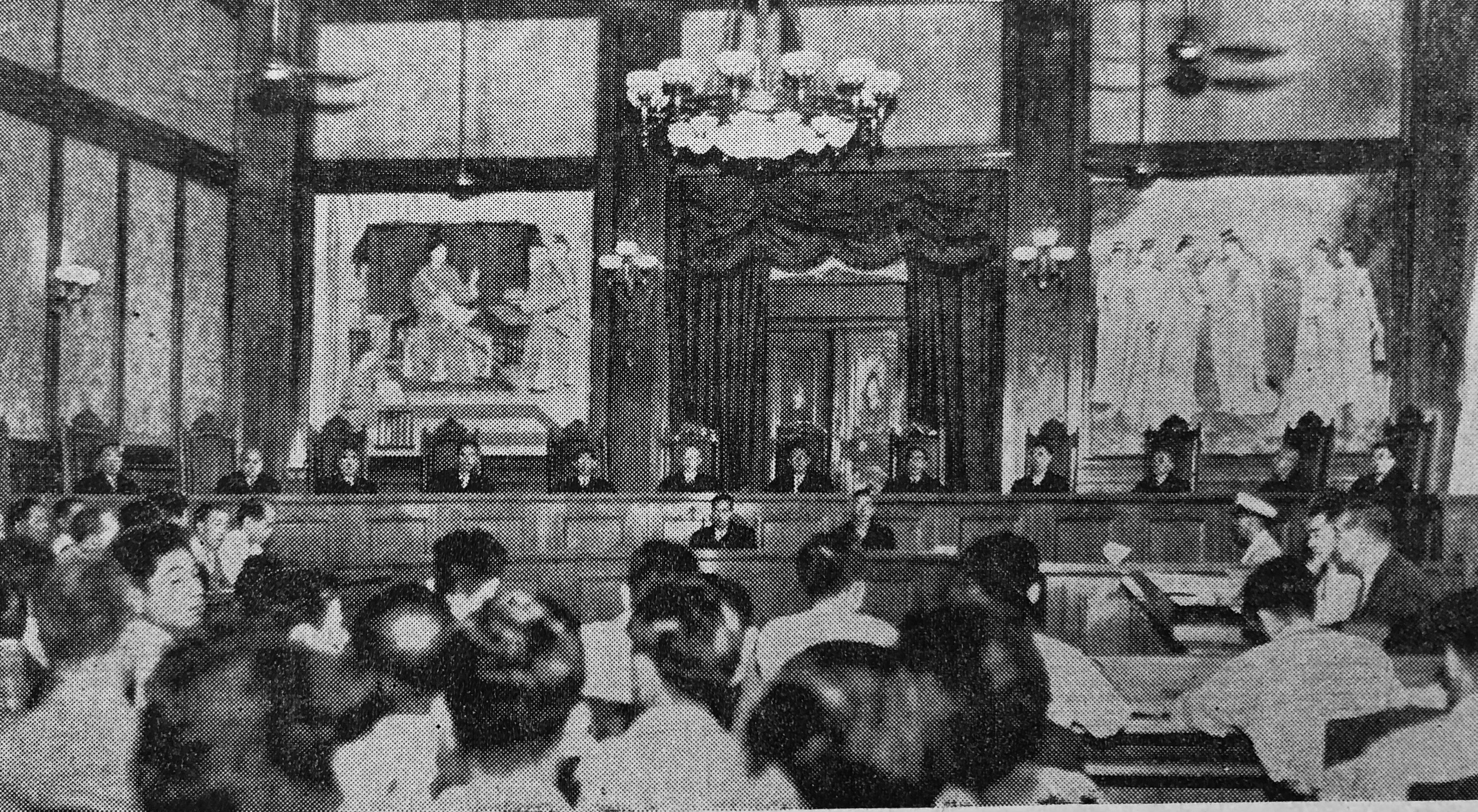
最高裁は二審判決を破棄し、仙台高裁に差し戻した（1959年8月10日）
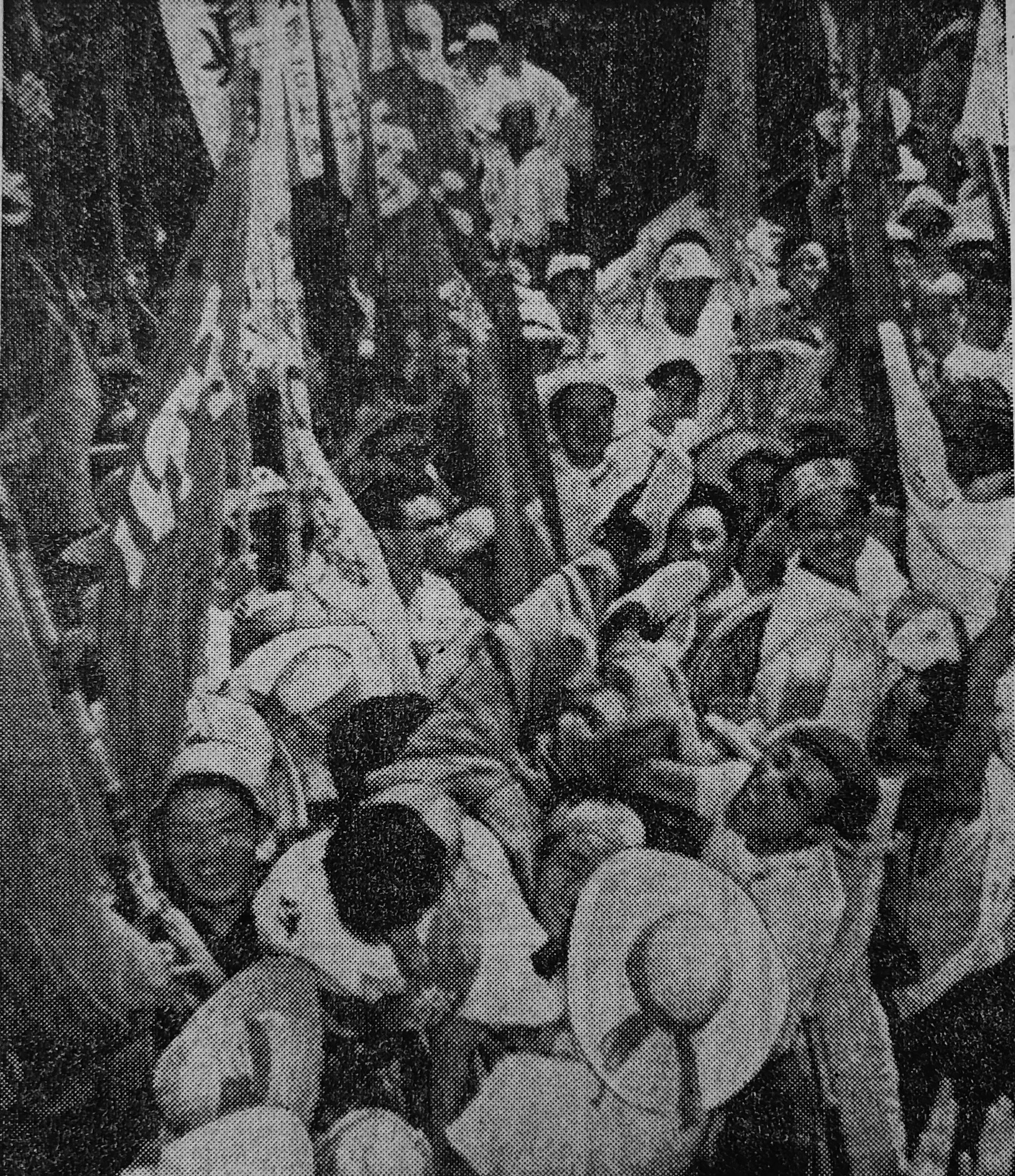
新四ツ木橋付近で胴上げされる被告の一人（1959年8月10日）
主任弁護士の岡林辰雄（左）と大塚一男（右）。 1961年8月8日の仙台高裁の差し戻し審で無罪判決を勝ち取った直後。
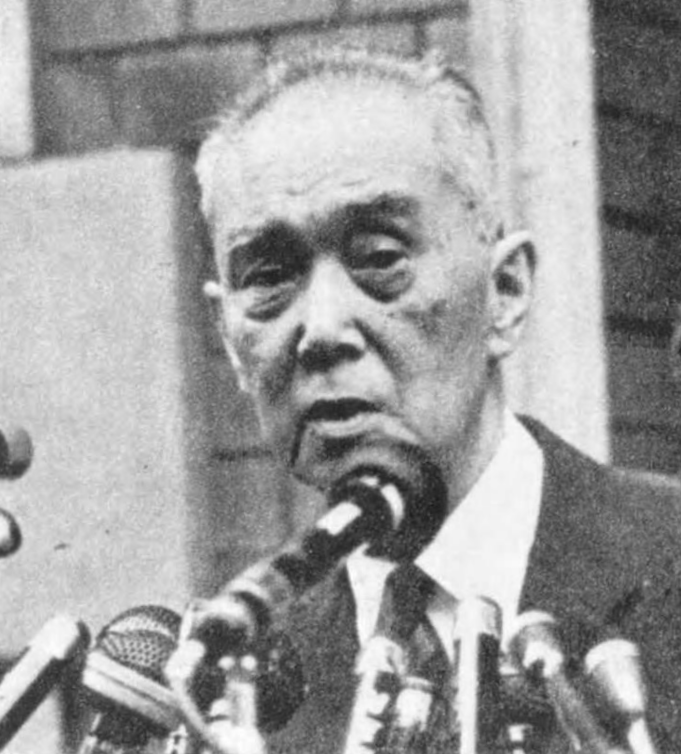
1963年9月12日、最高裁は検察側の再上告を棄却した。最高裁前で感想を語る広津和郎。
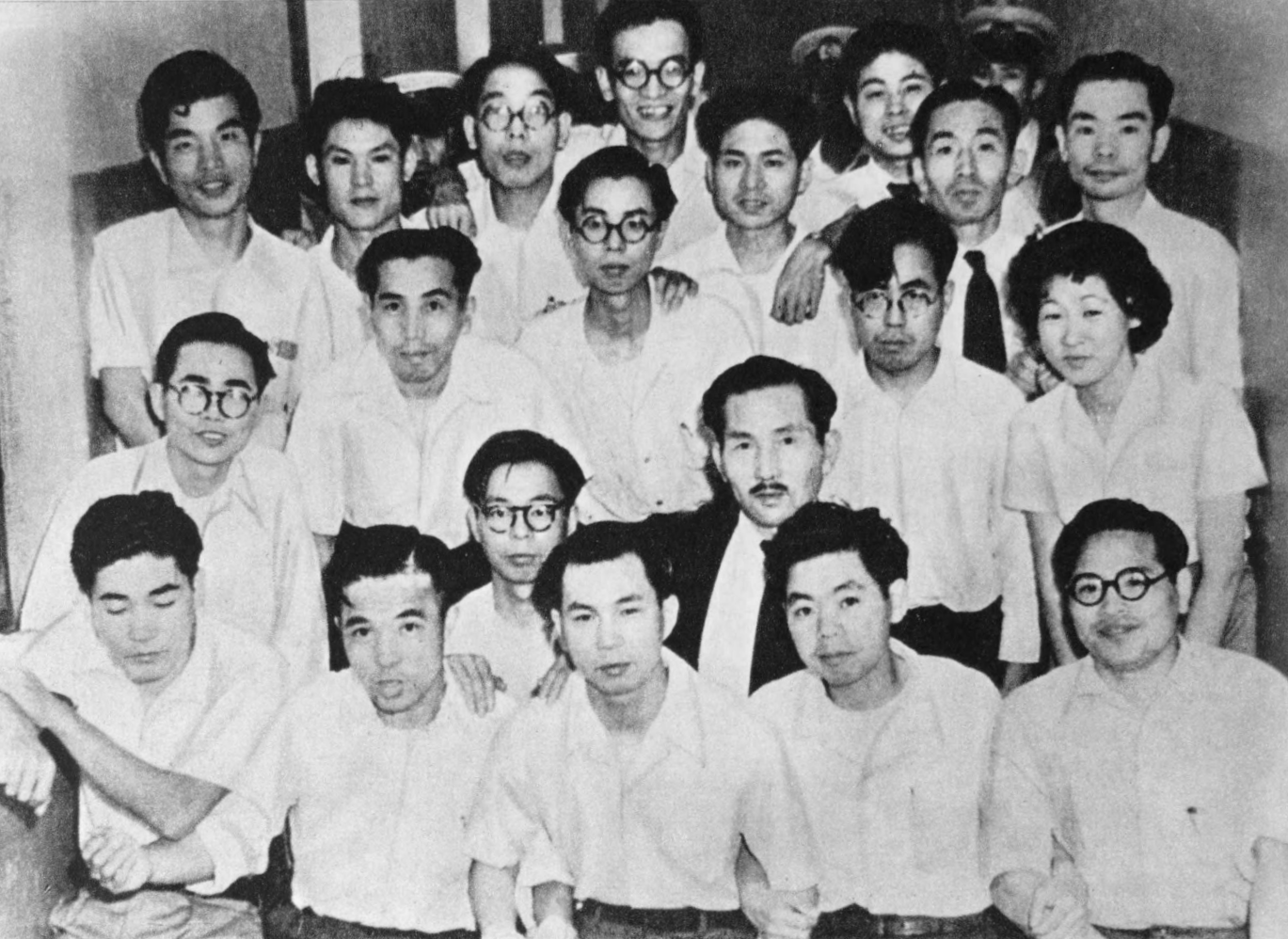
無罪確定を喜ぶ元被告人の20人

## 20人の被告人に関する判決
年齢は起訴当時のもの。判決内容と逮捕時の肩書は『中日新聞』1959年8月10日付夕刊の記載内容による。
|    | 人物         | 起訴事実     | 第一審       | 控訴審       | 上告審   | 控訴審(2) | 上告審(2) | 逮捕時の肩書                   |
| -- | ------------ | ------------ | ------------ | ------------ | -------- | --------- | --------- | ------------------------------ |
| 1  | 国鉄29歳男性 | 謀議首謀     | 死刑         | 死刑         | 破棄差戻 | 無罪      | 上告棄却  | 国鉄労組福島支部福島分会委員長 |
| 2  | 東芝47歳男性 | 謀議首謀     | 死刑         | 死刑         | 破棄差戻 | 無罪      | 上告棄却  | 東芝松川工場労組組合長         |
| 3  | 東芝28歳男性 | 実行者       | 死刑         | 死刑         | 破棄差戻 | 無罪      | 上告棄却  | 東芝労連オルグ                 |
| 4  | 国鉄23歳男性 | 実行者       | 死刑         | 死刑         | 破棄差戻 | 無罪      | 上告棄却  | 国鉄労組福島支部委員           |
| 5  | 国鉄26歳男性 | 謀議首謀     | 死刑         | 無期懲役     | 破棄差戻 | 無罪      | 上告棄却  | 国鉄労組福島分会書記           |
| 6  | 国鉄28歳男性 | 謀議首謀     | 無期懲役     | 無期懲役     | 破棄差戻 | 無罪      | 上告棄却  | 国鉄労組福島支部委員           |
| 7  | 国鉄31歳男性 | 謀議首謀     | 無期懲役     | 無罪         |          |           |           | 国鉄労組福島支部委員長         |
| 8  | 国鉄25歳男性 | 実行者       | 無期懲役     | 懲役15年     | 破棄差戻 | 無罪      | 上告棄却  | 国鉄労組福島分会委員           |
| 9  | 東芝33歳男性 | 謀議         | 無期懲役     | 懲役15年     | 破棄差戻 | 無罪      | 上告棄却  | 東芝松川工場労組副組合長       |
| 10 | 国鉄19歳男性 | 実行者       | 無期懲役     | 懲役13年     | 破棄差戻 | 無罪      | 上告棄却  | 国鉄労組福島分会委員           |
| 11 | 国鉄29歳男性 | 謀議首謀     | 懲役15年     | 無罪         |          |           |           | 国鉄労組福島支部委員           |
| 12 | 国鉄23歳男性 | 謀議         | 懲役12年     | 無罪         |          |           |           | 国鉄福島地区労会議書記長       |
| 13 | 東芝23歳男性 | 謀議         | 懲役10年     | 懲役10年     | 破棄差戻 | 無罪      | 上告棄却  | 東芝松川工場労組員             |
| 14 | 東芝20歳男性 | 実行者       | 懲役12年     | 懲役10年     | 破棄差戻 | 無罪      | 上告棄却  | 東芝松川工場労組員             |
| 15 | 国鉄19歳男性 | 謀議         | 懲役12年     | 懲役10年     | 破棄差戻 | 無罪      | 上告棄却  | 国鉄労組福島分会委員           |
| 16 | 東芝20歳男性 | 実行補助     | 懲役7年      | 懲役7年      | 破棄差戻 | 無罪      | 上告棄却  | 東芝松川工場労組員             |
| 17 | 東芝18歳男性 | 実行補助     | 懲役7年      | 懲役7年      | 破棄差戻 | 無罪      | 上告棄却  | 東芝松川工場労組員             |
| 18 | 東芝24歳男性 | アリバイ工作 | 懲役7年      | 懲役7年      | 破棄差戻 | 無罪      | 上告棄却  | 東芝松川工場労組員             |
| 19 | 東芝19歳男性 | 実行補助     | 懲役7年      | 懲役7年      | 破棄差戻 | 無罪      | 上告棄却  | 東芝松川工場労組員             |
| 20 | 東芝25歳女性 | アリバイ工作 | 懲役3年6か月 | 懲役3年6か月 | 破棄差戻 | 無罪      | 上告棄却  | 東芝松川工場労組員             |

## 真犯人
捜査当局は当初から労働組合員の犯行のシナリオを描き、周辺にいた少年を別件逮捕したうえで、脅迫や拷問まがいの取り調べで自白を強要し、それに基づいて20名の被告人を起訴した。また、真犯人に関する目撃証言なども多数あったが、警察署の担当者はむしろ真犯人を安全に逃亡させる協力をしたのではないかと思える動きをしていた。
この事件は人為的に列車を転覆させたものであり、真犯人がいたはずである。しかし、捜査当局が無実の被告人を自白の強要によって逮捕起訴し、14年間の裁判で被告人全員の無罪が確定したが、その間、真犯人は逮捕されないままに事件は時効となり、真相は謎のままになったため、真犯人や事件の真相に関するさまざまな説が論じられている。
有力な説は、「日本共産党支持層であった東芝社員らの労働運動を弾圧するために、GHQや警察が仕組んだ謀略である」というようなものである。事故直前に現場を通過する予定であった貨物列車の運休、警察があまりにも早く現場に到着した点や、事件後に現場付近で不審人物を目撃したという男性の不審死などの不可解な部分があると言われており、これらを元に謀略の可能性が指摘されている。
事件から20年経った1970年（昭和45年）7月、中島辰次郎が『アサヒ芸能』上で事件の真犯人であると告白、国会でも取り上げられたことがある。中島はキャノン機関のメンバーとともに、レールを外した工作の経緯を詳細に語ったが、信憑性を疑う見方も多く、真偽は不明である。
初代宮内庁長官田島道治が昭和天皇との対話を書き残した『拝謁記』では、「一寸法務大臣ニきいたが松川事件ハアメリカがやつて共産党の所為ニしたとかいふ事だが」「これら過失ハあるが汚物を何とかしたといふので司令官が社会党ニ謝罪ニいつてる」との昭和天皇の発言が記述されており、謀略説を裏付ける初めての史料と目されている。

### 「真犯人」からの手紙
1958年11月、被告人側弁護団の一員だった松本善明宛てに、「私達は現犯人」（原文ママ）と記した手紙が届いた。「私達は福島列車転覆事件を実際にやった私達今（原文ママ）、被告人として裁判に付されている方々本当に申し譯なく思います」などとあり、事件に関わったのは7人で、名古屋（3人）、前橋（2人）、岡山（2人）にいるとし、さらに「事件には当時の共産係ニ名に関係して居ります」と記されていた。また、手紙が愛知県名古屋市熱田区から出されたことが封筒の裏面に記載されていた。
弁護団はジャーナリストなどとこの手紙を調査し、名古屋市熱田区の旅館で書かれた可能性があることを突き止めた。手紙の筆者は、年齢当時35歳以上、高等小学校卒、文章をほとんど書かない、肉体労働に従事、東日本出身（東北地方か北海道）で、若いころから外国で生活していたという人物像が浮かんだ。
事件当時、松川駅の方から歩いてくる9人の背の高い男が目撃されており（『にっぽん泥棒物語』で映画化）、「真犯人」からの手紙の人数と一致し、手紙の信用性を「決定的に高めた」としている。手紙を受け取った松本は「これは本物だ」と第一印象を述べている。

### 推理小説作家の推理
高木彬光は、松本善明宛ての手紙を真犯人からのものと断定、事件は命がけで固い同志的結束が必要なこと、文章には軍人的固さがあることから、シベリアからの引揚者で「民主化グループ」に強い恨みがある者たちと考えた。高木は文章中2か所ある「日本人として」という言葉に注目し、犯人は帰国した日本が赤化目前に見え、事件に関与したが、無実の人間が死刑になることから「日本人として」の良心が手紙を書かせたと推理した。

## 事件現場
事件当時の東北本線は単線であったが、1964年（昭和39年）9月、従来線からやや離れた場所に線路を追加する形で複線化が行われている。複線化後の従来線は下り線として利用されているため、事件に巻き込まれたのは上り列車であるが、現場は現在の下り線に存在することになる。列車が脱線転覆した現場は松川駅から金谷川駅に向かっておよそ1.7km、松川駅を出発してすぐにカーブし北西へ進んでいた下り線が福島市道市ノ沢・明内線の「羽山陸橋」を潜って曲がり、上り線と離れていく左カーブ（事件に巻き込まれた上り列車から見れば右カーブ）の地点である。東北本線下り線の「石合踏切」付近から線路沿いに伸びる農道を北西方向に進めば訪れることができる。
脱線転覆現場近くの線路脇には国鉄関係者によって「殉難碑」と観音像が建立されているほか、事件から50年後の1999年（平成11年）12月に東日本旅客鉄道労働組合（JR東労組）が建立した石碑「謀略　忘れまじ松川事件」がある。

一方、脱線転覆現場から東へ200mほど離れた上り線線路脇には1964年（昭和39年）9月に建てられた記念塔「松川の塔」がそびえ、塔の周辺はあずまややベンチ、テーブルを備えた「松川記念塔公園」が整備されている。「松川の塔」はその高さとオベリスク型の形状からよく目立つが、実際の脱線転覆現場ではなく、塔の傍を走る上り線は事件当時には存在していなかったことに注意が必要である。

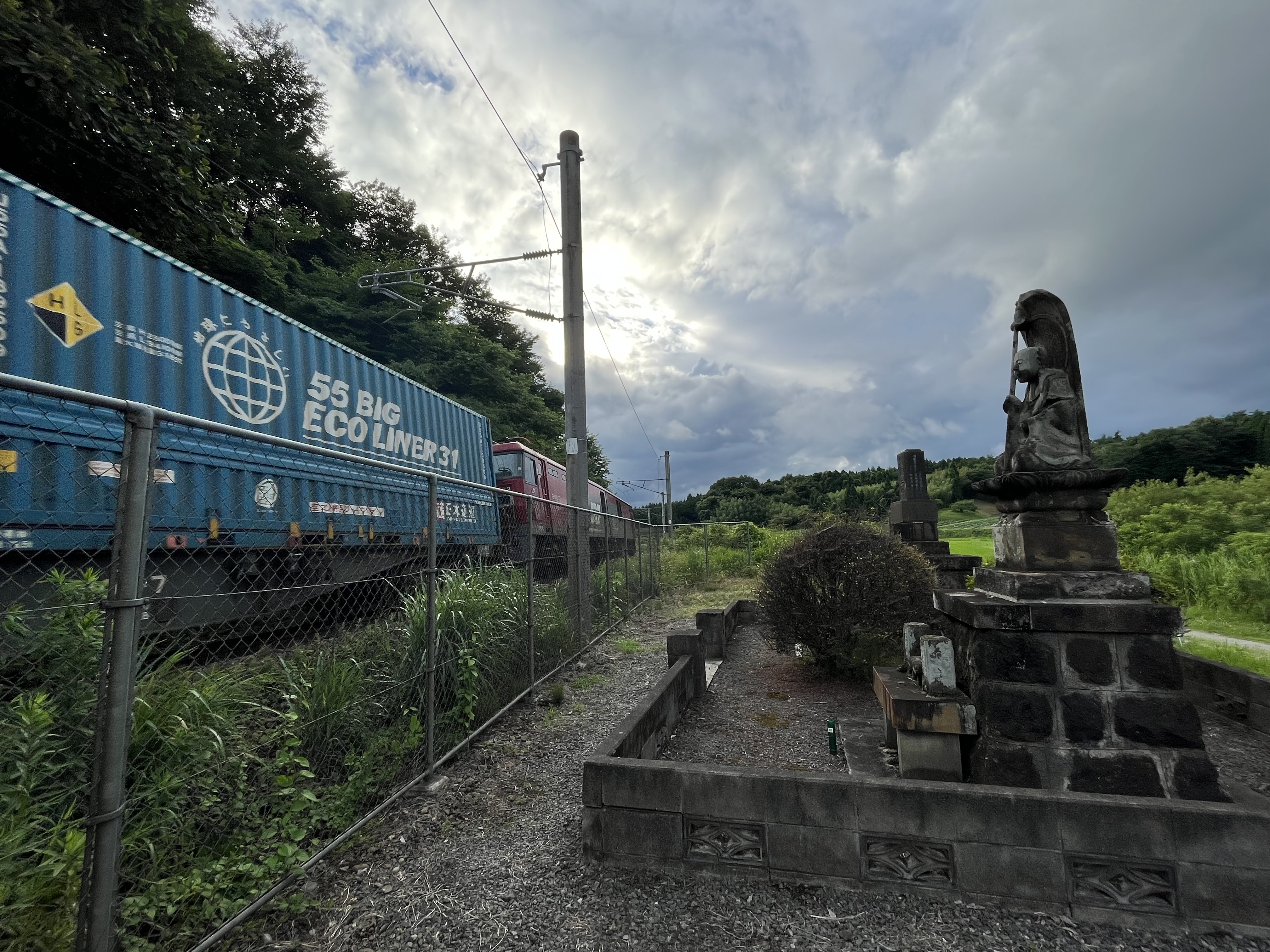
列車脱線転覆現場に建てられた慰霊碑と、現場付近を走行する下り貨物列車（2022年7月撮影）
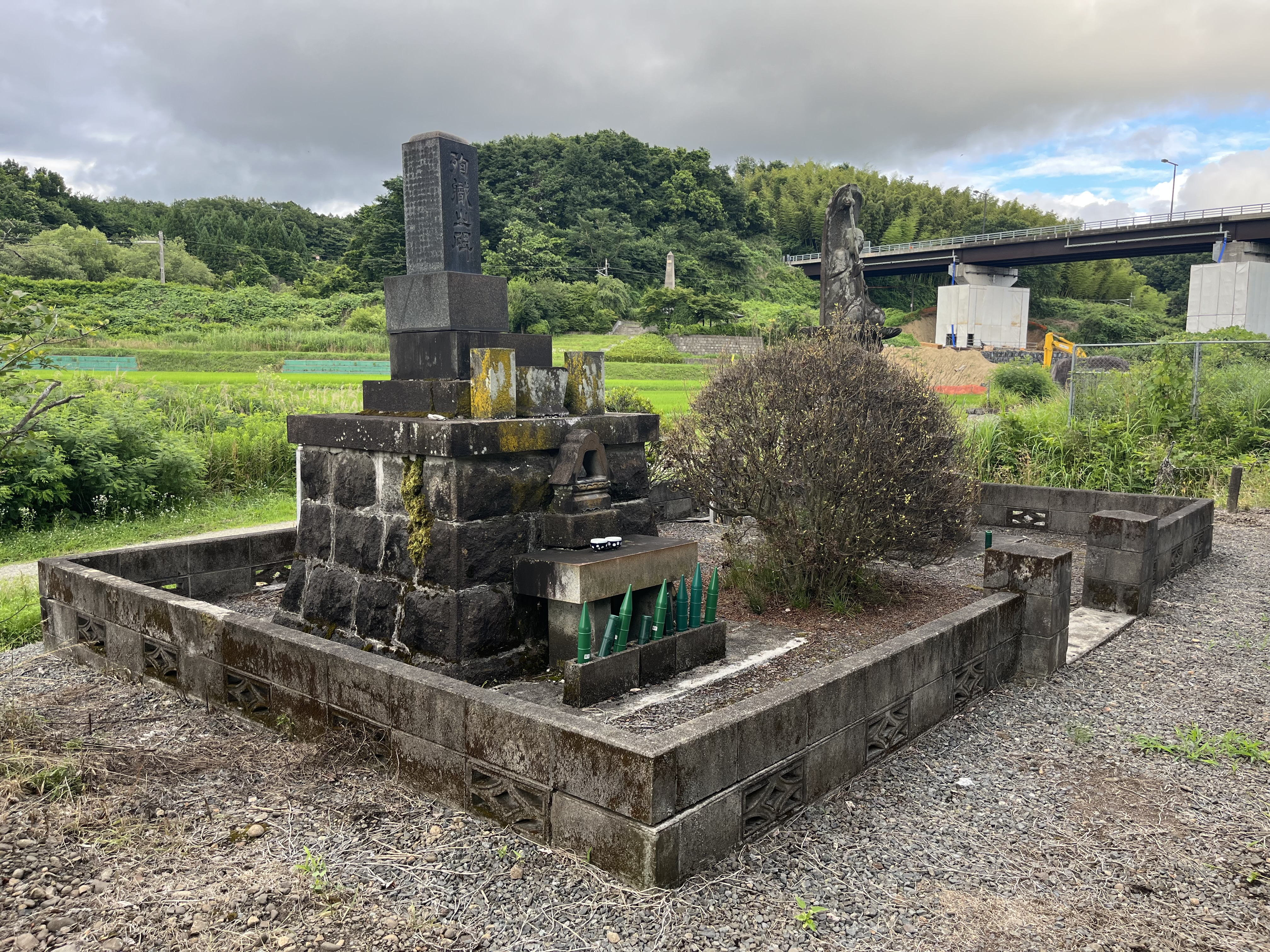
事件の現場付近。手前は「殉難碑」と観音像、中央奥は「松川の塔」、右奥は福島市道の「羽山陸橋」（2022年7月撮影）
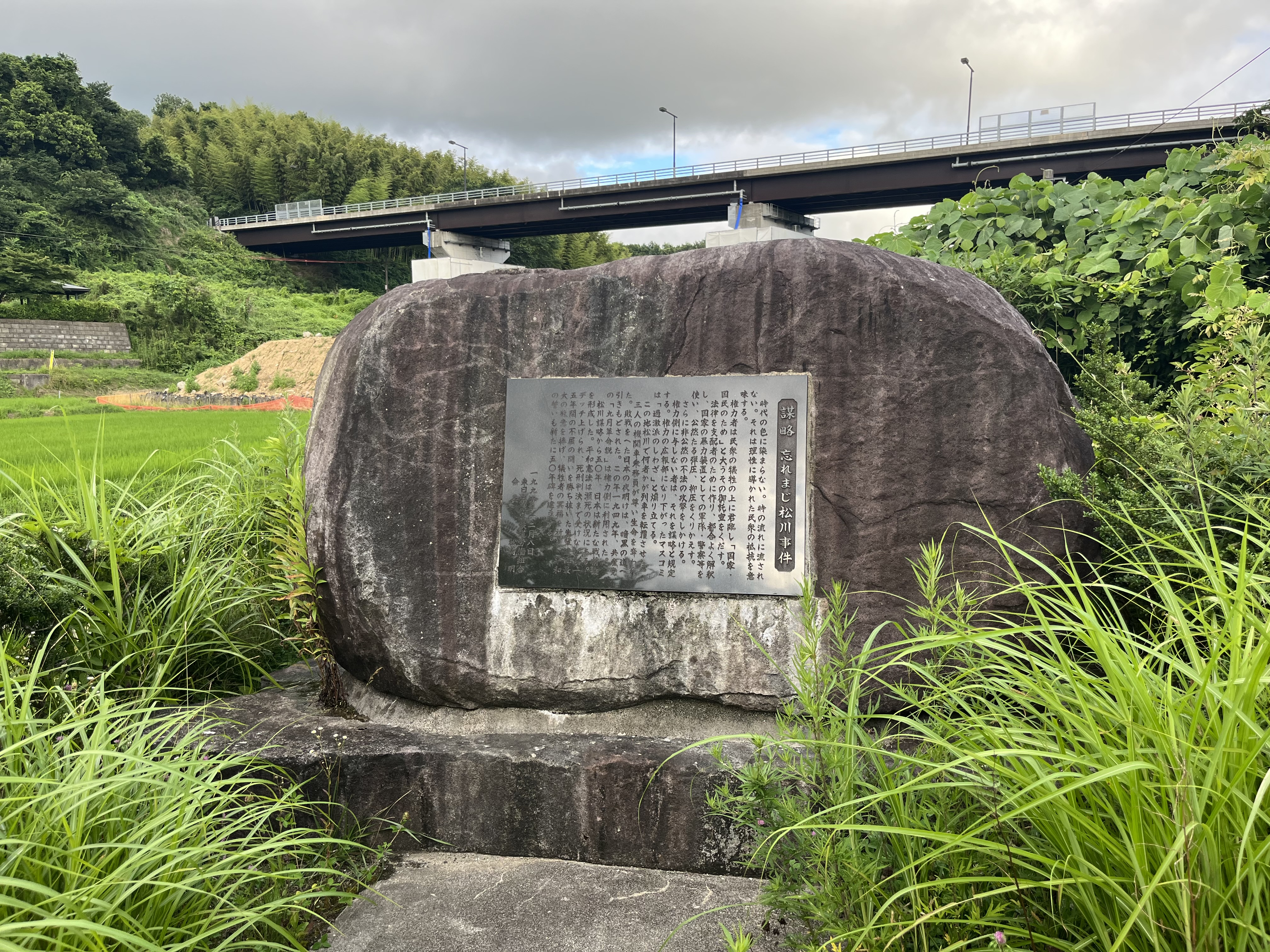
1999年12月にJR東労組が建立した石碑「謀略 忘れまじ松川事件」（2022年7月撮影）
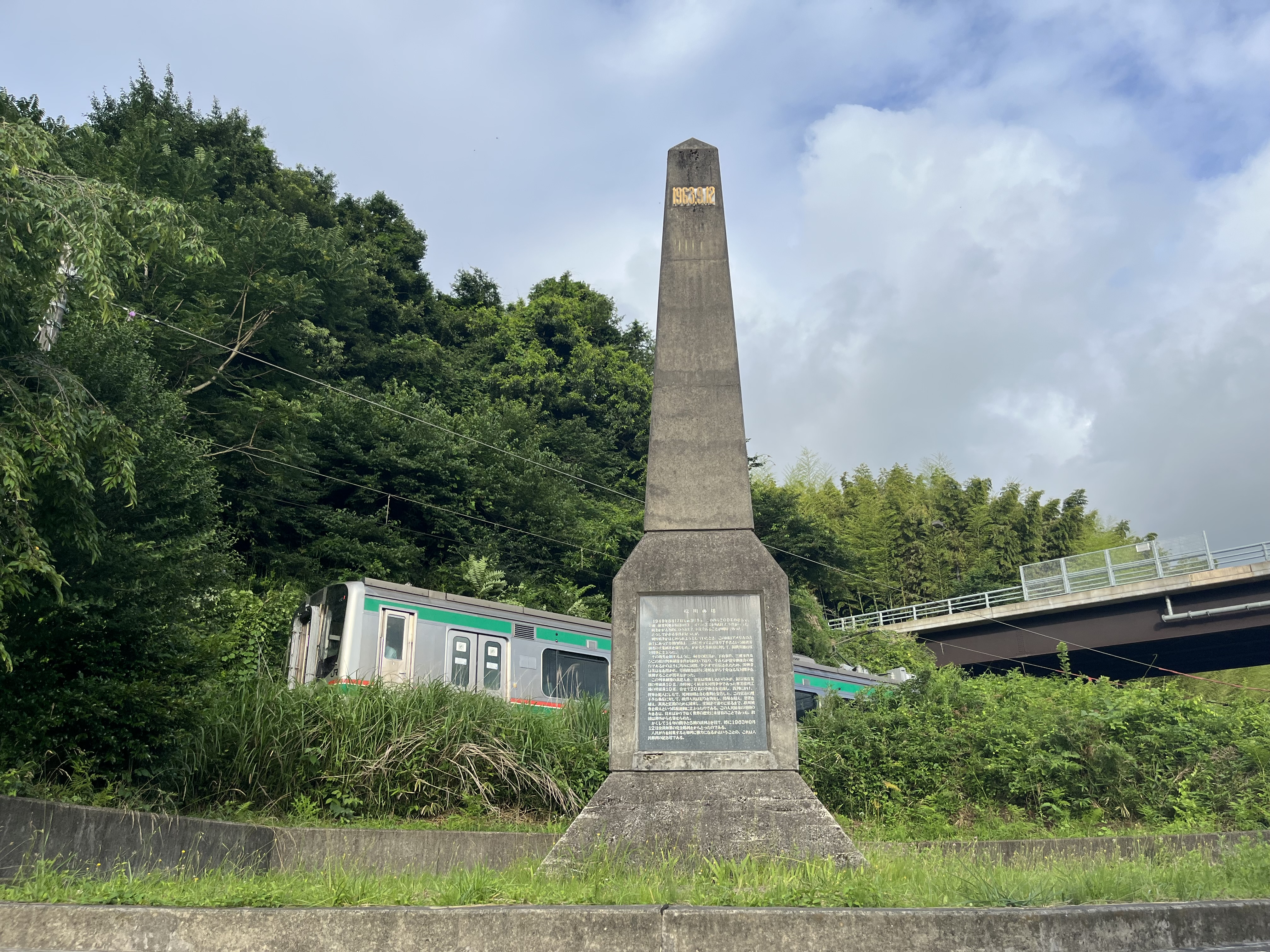
「松川の塔」と、付近を走行する東北本線上り列車（2022年7月撮影）
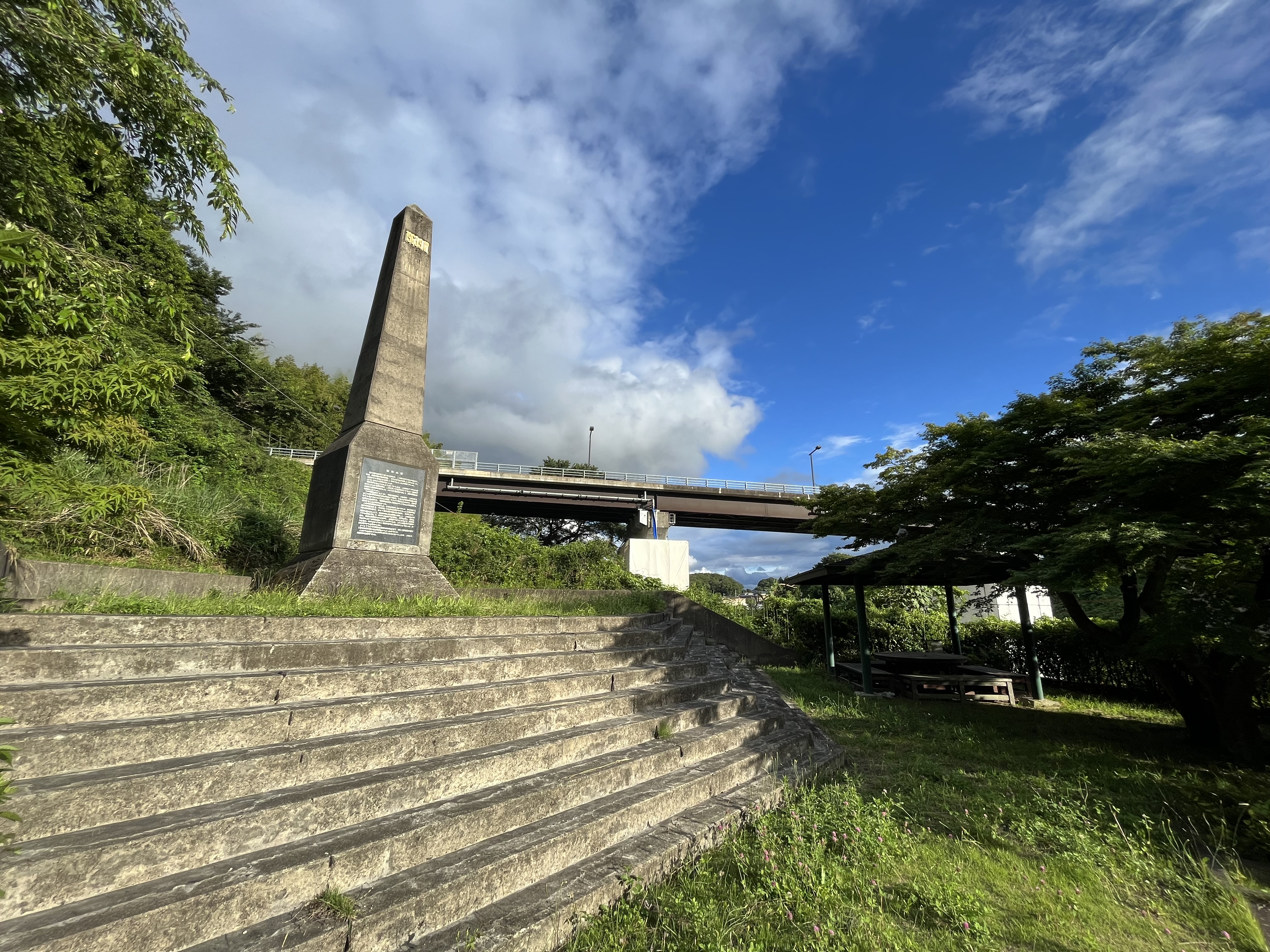
「松川の塔」と、その周辺に整備された「松川記念塔公園」（2022年7月撮影）

## 慰霊と記念

### 慰霊祭
時効を迎えた1964年8月16日午後2時から、事故現場から約150メートルほど離れた線路脇で合同慰霊祭が開催された。この慰霊祭には捜査関係者や遺族など約100名が集まった。またこの慰霊祭のあと、午後3時から同じ場所で慰霊塔（松川の塔）の建設着工式も開催された。

### 発生60周年記念全国集会
2009年10月17 - 18日、松川事件発生60周年記念全国集会が福島大学で開催された。集会スローガンは「松川の教訓を活かし、次世代に伝えよう！」。主任弁護人だった大塚一男弁護士は「被告となった20人は事件がなければそれぞれの生活を過ごせたはず。当初からの弁護人としてはそれが残念でならない」、元被告の1人は「一、二審の死刑は自白偏重の結果だったと思う。どういう形で自白があったのか、事実を正確に発言していきたい」と述べた。延べ2,000人が参加。

## 松川事件研究所
福島大学は2010年5月12日、松川事件研究所を開設した。松川資料室と連携して研究する。研究テーマは、松川事件の背景と実相、松川裁判、松川救援運動、出版・報道の論調。戦後の経済復興政策と事件との関連、新旧刑事訴訟法・判決の分析、支援運動での文化人の役割なども研究予定。2012年度に事件がテーマの授業も行う。当事件の関連資料のうち400点を、福島大学が国際連合教育科学文化機関の『世界の記憶』への登録を申請した。

## 映画
- 記録映画「真実は勝利する」（1952年2月26日完成）[29]
- 記録映画「松川事件―眞実は壁を透して－」
  - 1954年（昭和29年）2月26日、「松川事件記録映画製作委員会」制作、野田真吉監督により完成。
- 記録映画「松川事件 フィルムによる証言」（1958年11月28日に完成上映会）[29]
- 記録映画「九年の歳月はかえらない」（シネフロント製作、1959年1月19日完成）[29]
- 記録映画「真実のあかしのために」（1960年1月完成）[29]
- 劇映画「手をつないで」（1960年11月10日完成、わかもの社、近代映画協会製作）[29]
- 劇映画「松川事件」
  - 1961年（昭和36年）。山本薩夫監督作品。製作資金4,500万円はすべてカンパで集められた。
- 劇映画「にっぽん泥棒物語」
  - 1965年（昭和40年）東映。三国連太郎主演。山本薩夫監督作品。

## 演劇
- 「松川事件 真実は壁を透して」（大橋喜一作、1955年9月29日 - 10月4日、劇団中芸）
- 「松川事件」（北条秀司作、新国劇公演1959年2月1日 - 2月25日明治座、劇団仲間公演同年4月18日 - 4月23日東横ホール）
- 「松川事件」（矢作暁脚色、1959年6月1日 - 6月10日、大衆新劇自由劇場、浅草奥山劇場）
- 「現場を見た人」（山田清三郎作、1961年7月14日 - 7月19日、劇団行動、一橋講堂）
- 「消えた人」（大橋喜一作、1963年11月14日 - 12月5日、劇団民藝、砂防会館）[29]

## 書籍
- 高田光子 『松川事件・真実の証明 戦後50年松川運動の原点に学ぶ』 八朔社、1997年。
- 松本清張 『日本の黒い霧（下）』 文春文庫、2004年。
- 吉原公一郎 『松川事件の真犯人』 祥伝社文庫、2007年。
- 畠山清行 『何も知らなかった日本人－戦後謀略事件の真相』 祥伝社文庫、2007年。
- 大野達三『松川事件の犯人を追って』新日本出版社、1991年。
- 広津和郎 『新版 松川裁判』 木鶏社、2007年。
- 伊部正之 『松川裁判から、いま何を学ぶか－戦後最大の冤罪事件の全容』 岩波書店、2009年。
- 松本善明 『謀略 再び歴史の舞台に登場する松川事件』 新日本出版社、2012年。
- 佐藤一 『被告 松川事件の二十人』(人間の記録双書) 平凡社、1958年。
- 佐藤一 『松本清張の陰謀 『日本の黒い霧』に仕組まれたもの』草思社、2006年。